# Lippeniederung VI – Mantinghausen
Koordinaten: 51° 41′ 54″ N, 8° 29′ 47″ O

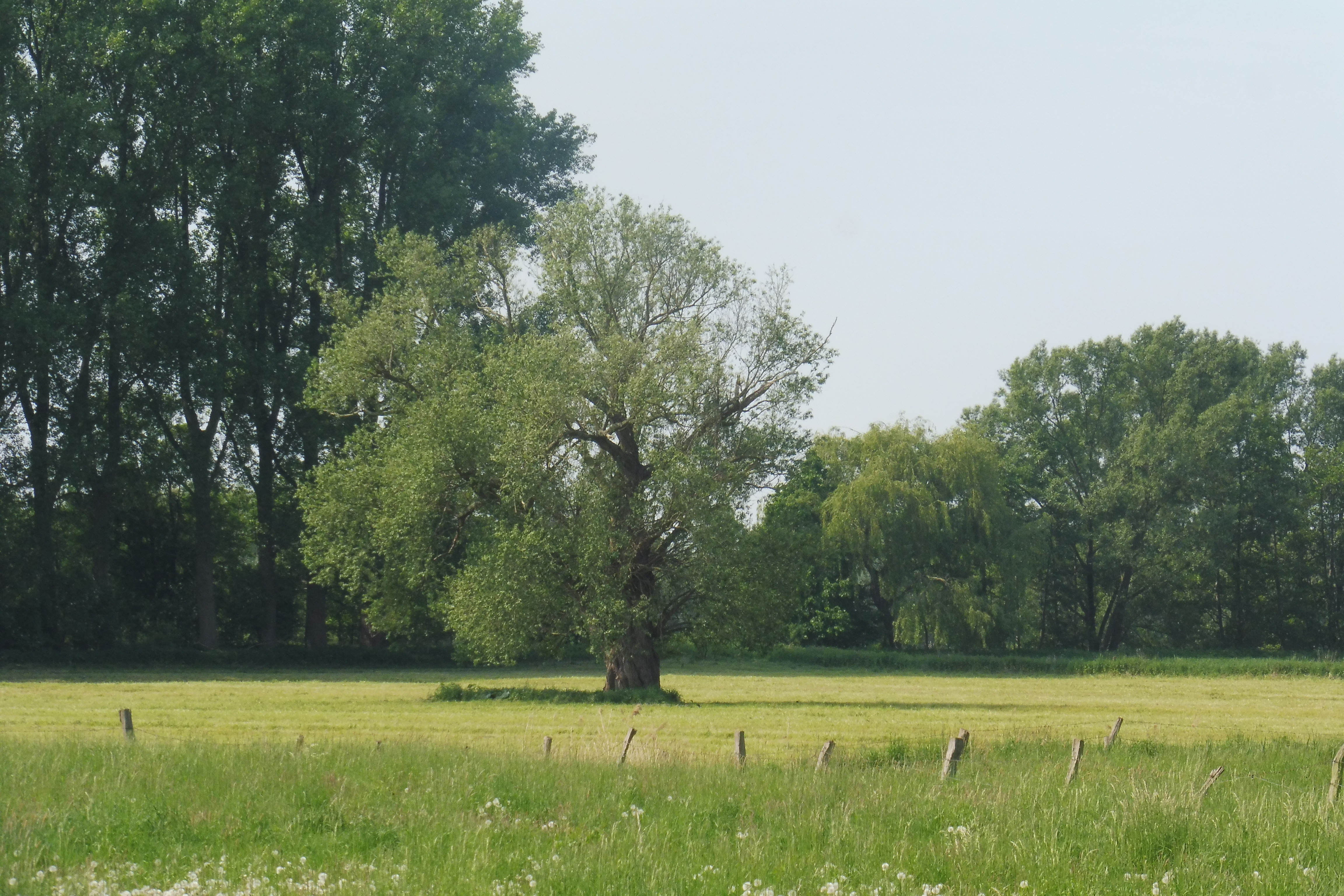
Naturschutzgebiet Lippeniederung VI – Mantinghausen (Mai 2018)

Das Naturschutzgebiet Lippeniederung VI – Mantinghausen liegt auf dem Gebiet der Stadt Salzkotten im Kreis Paderborn in Nordrhein-Westfalen. Das Gebiet erstreckt sich südlich von Mantinghausen, einem Stadtteil von Salzkotten, und westlich von Holsen, einem Teil des Salzkottener Stadtteils Schwelle, entlang der Lippe. Nördlich verläuft die Landesstraße L 815 und südöstlich die L 549.

## Bedeutung
Das etwa 99 ha große Gebiet, das aus drei Teilflächen besteht, wurde im Jahr 1992 unter der Schlüsselnummer PB-036 unter Naturschutz gestellt.